# Raiffeisenbank Montfort
Die Raiffeisenbank Montfort ist eine österreichische Genossenschaftsbank. Die Regionalbank hat ihren Sitz in Rankweil und drei Raiffeisenzentren in Rankweil, Feldkirch und Götzis. Ihr Marktgebiet umfasst neben diesen drei Orten auch Göfis, Laterns, Meiningen, Übersaxen, Altach, Koblach und Mäder. Die Genossenschaftsbank zählt zu den größten Raiffeisenbanken Österreichs.

## Struktur
Die Raiffeisenbank Montfort ist ein Allfinanzinstitut und bietet Finanzlösungen für Privatpersonen und Unternehmen. Die Raiffeisenbank Montfort ist als Genossenschaftsbank organisiert. Daher gehört sie den Mitgliedern der Bank, die entsprechende Geschäftsanteile zeichnen. Mitglieder sind im Allgemeinen Privatpersonen aus der Region und Kunden der Bank. Sie sind in der Generalversammlung, dem höchsten Gremium der Bank, stimmberechtigt.
Die Raiffeisenbank Montfort ist gemeinsam mit den weiteren Vorarlberger Raiffeisenbanken Eigentümerin der Raiffeisenlandesbank Vorarlberg. Zusammen mit den anderen sieben Raiffeisenlandesbanken Österreichs ist diese Mehrheitseigentümerin der Raiffeisen Bank International AG.

## Geschichte
Franz Michael Felder, Wendelin Rädler, Johann Kohler – einige Persönlichkeiten versuchten Ende des 19. Jahrhunderts die Idee der Selbsthilfe von Friedrich Wilhelm Raiffeisen in Vorarlberg zu etablieren. Die Zeit war auch in Vorarlberg von Armut, Not und Landflucht geprägt. Zahlreiche Missernten führten zu Hungersnöten und Notverkäufen. Durch die folgenschwere Rheinüberschwemmung 1888 verloren zusätzlich viele Menschen ihr gesamtes Hab und Gut. Geld für einen Wiederaufbau war nicht zu bekommen. Um die Menschen mit günstigen Darlehen und Saatgut zu versorgen, wurden daher in vielen Gemeinden eigenständige Banken nach der Idee der Selbsthilfe von Friedrich Wilhelm Raiffeisen gegründet. Eine der ersten davon war der 1890 geschaffene Spar- und Darlehenskassenverein Götzis. In den darauffolgenden Jahren etablierten sich Kassen in Altach (1893), Altenstadt, Koblach (1894), Laterns, Rankweil (1895), Göfis (1896), Mäder (1897), Feldkirch (1899), Meiningen (1907) und Übersaxen (1904).
Diese Waren- und Kreditgenossenschaften wurden vornehmlich als Selbsthilfeorganisationen für die Landwirtschaft ins Leben gerufen. Genauso wichtig wie das Geld- und Kreditwesen war daher die Unterstützung der Bauern durch die entsprechenden Raiffeisen Lagerhäuser. Bis zum Bezug der ersten eigenen Bankgebäude wurden die Bankgeschäfte in den Kassenlokalen abgewickelt. Sie befanden sich vorwiegend in den Wohnhäusern der jeweiligen Zahlmeister. Die abendlichen und sonntäglichen Öffnungszeiten waren den damaligen Arbeits- und Freizeiten angepasst und nahmen auch auf die nebenberufliche Kassiertätigkeit der Zahlmeister Rücksicht. Die Bedeutung der Spar- und Darlehenskassenvereine war auch für die einzelnen Gemeinden sehr hoch: So regelte beispielsweise der Verein in Götzis während des Ersten Weltkriegs die wirtschaftlichen Angelegenheiten der Gemeinde und den Handel mit lebensnotwendigen Gütern.
Das vormals zentrale Warengeschäft verlor bei der Raiffeisenbank Montfort seit den 1950er-Jahren immer mehr an Bedeutung. Weil stattdessen die Nachfrage der Bevölkerung nach Finanzlösungen wuchs, rückte das Bankgeschäft von Jahr zu Jahr stärker in den Fokus. 1967 eröffnete die Raiffeisenbank Montfort in Götzis einen Drive-in-Schalter. Hier konnten Bankgeschäfte vom Auto aus erledigt werden, was österreichweit für Aufsehen sorgte. Drive-in-Schalter von Banken gelten heute als Vorläufer moderner Geldausgabeautomaten. Um den wachsenden Ansprüchen der Kunden und der gesetzlichen Regulatorik gerecht zu werden, schlossen sich einzelne Raiffeisenbanken mit den Jahren zusammen. So entstanden mit der Zeit die Raiffeisenbanken Rankweil, Feldkirch und am Kumma. Auf Beschluss der Mitglieder der Generalversammlungen dieser drei Banken erfolgte 2020 die Verschmelzung zur heutigen Raiffeisenbank Montfort.

## Gemeinnützige Raiffeisen Montfort Stiftung
2019 gründete die Genossenschaftsbank die gemeinnützige Raiffeisen Montfort Stiftung.